# Bredgar
Bredgar – wieś w Anglii, w hrabstwie Kent, w dystrykcie Swale. Leży 13 km na wschód od miasta Maidstone i 62 km na wschód od centrum Londynu.